# North Creake
North Creake – wieś w Anglii, w hrabstwie Norfolk, w dystrykcie King’s Lynn and West Norfolk. Leży 49 km na północny zachód od Norwich i 167 km na północ od Londynu. Miejscowość liczy 414 mieszkańców.